# Kiermuszyny Małe
Kiermuszyny Małe (deutsch Alt- und Neu Kermuschienen, 1938 bis 1945 Kermenau) ist ein Ort in der polnischen Woiwodschaft Ermland-Masuren, die zur Landgemeinde Banie Mazurskie (Benkheim) im Powiat Gołdapski (Kreis Goldap) gehört.

## Geographische Lage
Kiermuszyny Małe liegt in den Góra Klewiny (Klewiener Berge), nordöstlich des Jezioro Czarne im Nordosten der Woiwodschaft Ermland-Masuren. Die Kreisstadt Gołdap (Goldap) liegt 15 Kilometer östlich, die ehemalige und heute auf russischem Staatsgebiet gelegene Kreishauptstadt Darkehmen (1938 bis 1946 Angerapp, russisch Osjorsk) 13 Kilometer nördlich.

## Geschichte
Alt- und Neu Kermuschienen, die beide zu Anfang des 19. Jahrhunderts getrennt existiert haben mögen, gehören spätestens seit der Eingliederung in den Amtsbezirk Ballupönen. (polnisch Stare Gajdzie) im Jahre 1874 zusammen. Der Amtsbezirk, der 1939 in „Amtsbezirk Schanzenhöh“ umbenannt wurde, gehörte bis 1945 zum Kreis Darkehmen (1939 bis 1945 „Landkreis Angerapp“ genannt) im Regierungsbezirk Gumbinnen der preußischen Provinz Ostpreußen.
Die Landgemeinde Alt- und Neu Kermuschienen verzeichnete im Jahr 1910 insgesamt 72 Einwohner. Ihre Zahl stieg bis 1925 auf 89, betrug 1933 noch 85 und belief sich 1939 nur noch auf 74.
Am 3. Juni 1938 erhielt Alt- und Neu Kermuschienen aus politisch-ideologischen Gründen der Vermeidung fremdländisch klingender Ortsnamen die Umbenennung in „Kermenau“.
Im Jahr 1945 kam der Ort in Kriegsfolge mit dem südlichen Ostpreußen zu Polen und trägt seitdem die polnische Namensform „Kiermuszyny Małe“ – der Namenszusatz weist auf die Unterscheidung zu dem wenige Kilometer nördlich gelegenen Ort Kiermuszyny Wielkie hin. Kiermuszyny Małe ist heute eine Ortschaft im Verbund der Landgemeinde Banie Mazurskie im Powiat Gołdapski, bis 1998 der Woiwodschaft Suwałki, seitdem der Woiwodschaft Ermland-Masuren zugehörig.

## Religionen
Alt- und Neu Kermuschienen war vor 1945 in die evangelische Kirche Klein Szabienen/Schabienen (1938 bis 1945 Kleinlautersee, polnisch Żabin) im Kirchenkreis Darkehmen/Angerapp in der Kirchenprovinz Ostpreußen der Kirche der Altpreußischen Union bzw. in die Pfarrei Goldap im Dekanat Masuren II (Sitz: Johannisburg, polnisch Pisz) im Bistum Ermland eingepfarrt. 
Heute gehört Kiermuszyny Małe zur katholischen Pfarrei Żabin im Dekanat Gołdap im Bistum Ełk (Lyck) der Römisch-katholischen Kirche in Polen bzw. zur evangelischen Kirche in Gołdap, einer Filialkirche von Suwałki in der Diözese Masuren der Evangelisch-Augsburgischen Kirche in Polen.

## Verkehr
Kiermuszyny Małe liegt in beschaulicher Landschaft, jedoch abseits vom Verkehrsgeschehen. Durch den Ort verläuft ein Landweg, der Stare Gajdzie (Alt Ballupönen, 1938 bis 1945 Schanzenhöh) und Kiermuszyny Wielkie mit Klewiny (Klewienen, 1938 bis 1945 Tannenwinkel) und Kulsze (Kulsen) verbindet. Von Widgiry (Wittgirren, 1938 bis 1945 Wittbach) aus führt ein weiterer Landweg nach Kiermuszyny Małe und endet hier.